# دوزخ در مرز
دوزخ در مرز (به انگلیسی: Hell on the Border) فیلمی است در ژانر زندگی‌نامه‌ای، ماجراجویانه و وسترن محصول ۲۰۱۹ آمریکا. سناریست و کارگردان دوزخ در مرز وس میلر بوده و زان مک‌لارنون، فرانک گریلو و ران پرلمن در آن به ایفای نقش پرداخته‌اند. فیلم بر مبنای داستان زندگی بس ریوس نخستین معاون مارشال سیاهپوست غرب می‌سی‌سی‌پی ساخته شده‌است. 

## داستان
در آرکانزاس در سال ۱۸۷۵ میلادی، بس ریوس یک هفت‌تیرکش سیاه‌پوست است که برای شکارچیان خلافکاران فراری کار می‌کند. یکشب او با کشتن پنج تبه‌کار قاضی شهر را نجات می‌دهد. قاضی به او پیشنهاد می‌دهد که مأمور قانون شود و بس سرانجام می‌پذیرد. ولی مخالفت سناتور و بقیه مردم با استخدام یک سیاهپوست باعث می‌شود که بی‌سوادی بس را بهانه کنند و شغل مورد نظر را به او ندهند. سرانجام بس مأموریت دستگیری یا کشتن یک قانون‌شکن را قلمرو سرخپوستان می‌پذیرد و پس از انجام مأموریت نخستین معاون مارشال سیاهپوست تاریخ در غرب می‌سی‌سی‌پی می‌شود.